# Daniel Salinas
Daniel Salinas (São Paulo) é um maestro, pianista, arranjador, compositor e produtor musical brasileiro
Destacou-se por seus trabalhos realizados no movimento musical da Jovem Guarda, na década de 1960.
No início dos anos 70 Daniel Salinas lançou o trabalho Nostalgia Eletrônica: Orchestra ; a ideia era fazer releituras de grandes clássicos da tradicional música brasileira, como serestas e chorinhos, através de uma roupagem moderna e experimental. As influências foram do rock ao soul, do jazz ao dance, do brega ao clássico, com muitos teclados moogs, sintetizadores e teremins. As canções escolhidas foram Jura, Luar do Sertão, Tico Tico no Fubá, Rapaziada do Brás, Aquarela Brasileira entre outras.
Ao longo de sua carreira, também trabalhou com artistas brasileiros como Nelson Gonçalves, Cauby Peixoto, Ângela Maria Leny Eversong, Agnaldo Rayol e Mauro Celso; e artistas internacionais como a paraguaia Perla e a boliviana Gladys Moreno.
No setor de música sertaneja ainda realizou trabalhos com a dupla Chitãozinho & Xororó, Milionário & José Rico, Leandro & Leonardo, Matogrosso & Mathias, Pena Branca & Xavantinho e, ainda, com Roberta Miranda, Dalvan, entre outros.

## Discografia[13][14]
- Sangue Guarani ‎(1957)
- Paz Amor E Samba (1972)
- Atlantis (1973)
- Nostalgia Eletrônica Orchestra (1974)